# Aguarunichthys tocantinsensis
Aguarunichthys tocantinsensis, vrsta južna južnoameričke slatkovodne ribe porodice Pimelodidae (dugobrki somovi), red somovki (Siluriformes). Jedna je od tri vrste u rodu Aguarunichthys Stewart, 1986, koju Stewart imenuje po peruanskim Indijancima Aguaruna + grčki "ichthys" = riba. Ova riba živi u bazenu rijeke Tocantins, u brazilskoj državi Pará, gdje je poznata pod imenom Jundiá. U engleskom jeziku nema naziva za nju, a poznata je još samo pod finskim imenom Seula-antennimonni.
Klsificirali su je i opisali Zuanon, Rapp Py-Daniel & Jégu, 1993. Bentopelagička riba koja voli brzu vodu i kamenito dno. Naraste maksimalno 31.7 cm.

## Vanjske poveznice
- Slike